# 遠征岩
60°42′S 44°44′W / 60.700°S 44.733°W
遠征岩（英語：Expedition Rock），是南極洲的岩石，位於南奧克尼群島的勞里島北部，處於羅伯遜角東北面3公里，由挪威捕鯨者繪入地圖，現時由南極條約體系管理。